# Giuseppe Andrea Bizzarri
Giuseppe Andrea Bizzarri (Paliano, 11 maggio 1802 – Roma, 26 agosto 1877) è stato un cardinale e arcivescovo cattolico italiano.

## Biografia
Nacque da nobile famiglia, figlio del gonfaloniere Gregorio Bizzarri. Studiò al seminario di Palestrina e successivamente all'archiginnasio di Roma, dove il 12 luglio 1824 conseguì la laurea in filosofia e in teologia.
Fu ordinato presbitero il 18 dicembre 1824. Nel 1829 entrò nella Curia romana come archivista della Penitenzieria Apostolica ed ebbe via via incarichi sempre più importanti. Nel 1851 divenne pro-segretario della Sacra Congregazione per i Vescovi e i Regolari e nel 1853 ne divenne segretario.
Il 30 novembre 1854 fu eletto arcivescovo titolare di Filippi e il 17 dicembre dello stesso anno fu consacrato vescovo a Roma dal cardinale Gabriel della Genga Sermattei.
Papa Pio IX lo elevò al rango di cardinale nel concistoro del 16 marzo 1863 e il 9 marzo dello stesso anno ricevette il titolo di San Girolamo degli Schiavoni.
Il 17 gennaio 1867 fu nominato prefetto della Sacra Congregazione delle Indulgenze e delle Reliquie, il 31 agosto 1872 prefetto della Sacra Congregazione per i Vescovi e i Regolari. Il 5 luglio 1875 optò per il titolo di Santa Balbina.
Morì a Roma e fu sepolto nel cimitero pubblico.

## Genealogia episcopale
La genealogia episcopale è:
- Cardinale Scipione Rebiba
- Cardinale Giulio Antonio Santori
- Cardinale Girolamo Bernerio, O.P.
- Arcivescovo Galeazzo Sanvitale
- Cardinale Ludovico Ludovisi
- Cardinale Luigi Caetani
- Cardinale Ulderico Carpegna
- Cardinale Paluzzo Paluzzi Altieri degli Albertoni
- Papa Benedetto XIII
- Papa Benedetto XIV
- Papa Clemente XIII
- Cardinale Giovanni Carlo Boschi
- Cardinale Bartolomeo Pacca
- Cardinale Gabriel della Genga Sermattei
- Cardinale Giuseppe Andrea Bizzarri